# ضیاءالدین، سمرقند
ضیاءالدین، سمرقند (به ازبکی: Ziadin) یک منطقهٔ مسکونی در ازبکستان است که در شهرستان پخته‌چی واقع شده‌است. ضیاءالدین ۱۱٬۶۱۰ نفر جمعیت دارد.